# Rezerwat przyrody Źródła Borówki

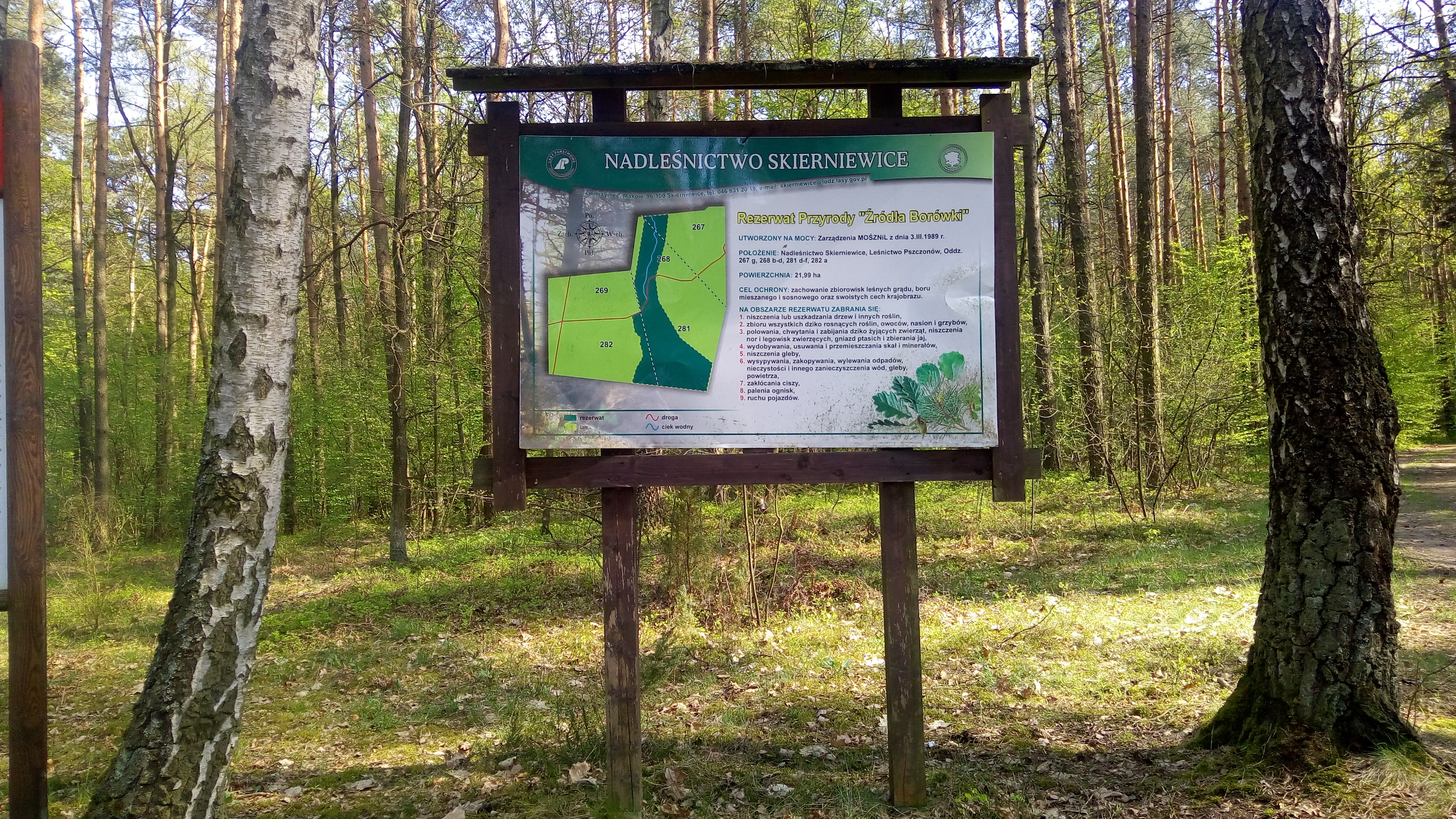
Tablica informacyjna na granicy rezerwatu

Rezerwat przyrody Źródła Borówki – leśny rezerwat przyrody w gminie Maków, w powiecie skierniewickim, w województwie łódzkim. Leży przy drodze łączącej wsie Pszczonów i Lipce Reymontowskie. Znajduje się na terenie leśnictwa Pszczonów w Nadleśnictwie Skierniewice.
Został powołany zarządzeniem Ministra Ochrony Środowiska i Zasobów Naturalnych z 3 marca 1989 roku (M.P. z 1989 r. nr 9, poz. 77, § 10), które weszło w życie 15 kwietnia 1989 roku. Według aktu powołującego, rezerwat obejmuje obszar lasu i źródła rzeki Borówki o powierzchni 21,99 ha, a celem ochrony jest zachowanie zbiorowisk leśnych grądu, boru mieszanego i sosnowego oraz swoistych cech krajobrazu.
Rezerwat, położony na wysokości 140–160 m n.p.m., charakteryzuje się urozmaiconą rzeźbą terenu i malowniczym krajobrazem. Z południa na północ przecina go wąwóz z kilkoma odgałęzieniami. Na dnie wąwozu, wśród bujnego podszytu i zmurszałych pni drzew, znajdują się źródła rzeczki Borówki, uchodzącej do Uchanki – prawobrzeżnego dopływu Bzury. Do występujących tu roślin naczyniowych należą: zawilec gajowy, zawilec żółty, przylaszczka pospolita, bluszczyk kurdybanek, gwiazdnica wielkokwiatowa, fiołki, paprocie (m.in. nerecznica samcza).